# Małgorzata cieszyńska
Małgorzata cieszyńska (zm. 27 czerwca 1416 r.) – cieszyńska księżniczka, przez męża angielska baronessa.

## Życiorys
Małgorzata była córką księcia cieszyńsko-głogowskiego Przemysława I Noszaka oraz księżniczki bytomsko-kozielskiej Elżbiety. W 1381 roku towarzyszyła królewnie czeskiej Annie jako dwórka w drodze do Anglii, gdzie Anna poślubiła króla Anglii Ryszarda II. W Anglii Małgorzata została latem 1382 lub jesienią 1383 r., z inicjatywy Ryszarda, żoną sir Szymona Felbrigga, angielskiego barona i chorążego Ryszarda II, którego rodzina brała udział w negocjacjach przedślubnych Anny i Ryszarda.
Małgorzata i Szymon Felbrigg mieli wspólnie trzy córki:
- Elżbietę[3] – żonę Milesa Stapletona[7],
- Alenę (Alanę?, Helenę?)[3] – żonę Wilhelma Tyndale'a[7], a następnie Tomasza Wautona[8],
- Annę – zakonnicę[3].

Potomkowie Małgorzaty jeszcze długo chwalili się pochodzeniem „od czeskich królów”.
Małgorzata zmarła 27 czerwca 1416 r. i została pochowana w kościele pw. św. Małgorzaty w Felbrigg w hrabstwie Norfolk. Nagrobek przedstawia oboje małżonków w pełnych sylwetkach naturalnej wielkości. Jest on jedynym (poza nagrobkami monarchów) przykładem płyty nagrobnej w Anglii, gdzie przedstawiono herby małżonków – piastowskiego orła oraz lwa Felbriggów, a także herb osobisty Ryszarda II. Mąż Małgorzaty powtórnie ożenił się po jej śmierci i został pochowany z drugą żoną w Norwich.
Małgorzata była długo postacią nieznaną w Polsce i Czechach, dopiero pod koniec XX wieku ukazały się pierwsze poświęcone jej publikacje po czesku, a na początku XXI wieku po polsku, podczas gdy w historiografii angielskiej obecna była już w XVII wieku.